# Syed Hussein Alatas
Syed Hussein Alatas (ur. 17 września 1928 w Bogor, Indonezja, zm. 23 stycznia 2002 w Kuala Lumpur) – malezyjski naukowiec, socjolog, filozof, antropolog. Doktorat na Uniwersytecie Amsterdamskim (1963). Od 1960 zatrudniony na Uniwersytecie Malaya, w 1963 został dziekanem Wydziału Kulturoznawczego. Od 1967 do 1987 dziekan Wydziału Studiów Malajskich na Narodowym Uniwersytecie Singapuru. Później, do 1991, wicekanclerz na Uniwersytecie Malaya. Jedną z jego najbardziej znanych prac jest książka The Myth of the Lazy Native.